# Anneliese Zänsler
Anneliese Zänsler   (Brandis, 1 de març de 1927 - 17 d'octubre de 2023) fou una cantant d'òpera i opereta alemanya (soprano), professora de cant i musicòloga.

## Biografia
Anneliese Zänsler va néixer a Cämmerei (avui part de Brandis a prop de Leipzig) com a filla de l'enginyer de muntanya Georg Zänsler. Va assistir a la "Steybersche Höhere Mädchenschule" de Leipzig i després de la seva dissolució a la "Wirtschaftsoberschule" de Leipzig. Després del batxillerat d'emergència relacionat amb la Segona Guerra Mundial el 1944 i d'haver estat cridada al Servei del Treball del Reich, va tornar a la secundària empresarial el 1945 i va passar el batxillerat regular l'any següent.
Del 1948 al 1951 va estudiar cant a la "Hochschule für Musik Leipzig", amb la cantant de cambra Margarete Bäumer. El 1951 es dedica a cantant d'òpera dramàtica al "Teatre Meininger", on va debutar com a Marta a l'òpera Tiefland. Van seguir actuant com Agathe a Der Freischütz, Bersi a Andrea Chénier i Aïda.
Després de divorciar-se del seu primer marit, va tornar als escenaris el 1955 i es va ocupar com a solista en l'àmbit dramàtic i com a diva d'opereta al "Landestheater Halle", 1956, al "Hans-Otto-Theatre" de Potsdam. Del 1957 al 1959 va treballar com a cantant d'òpera als escenaris de la ciutat de Magdeburg, i des del 1959 als teatres municipals de "Karl-Marx-Stadt" (Chemnitz). Des d'allà va ser designada a la "Staatsoperette" de Dresden el 1962 com a primera cantant d'òpera. Ha treballat com a freelance des de 1966 i ha participat com a convidat a gairebé tots els teatres de l'antiga RDA i com a cantant de concerts amb nombroses orquestres simfòniques a Alemanya i a l'estranger en les dues dècades següents. Va ser especialment valorada per la seva capacitat per assumir tota classe de papers, basant-se en un extens repertori de 58 papers d'opereta i d'òpera.
El 1986/87 va treballar com a dramaturga en cap i subdirectora al teatre de districte de Döbeln.
Del 1965 al 1968, va cursar estudis nocturns a la Universitat de Música Carl Maria von Weber Dresden, que va completar amb l'examen estatal com a professora de cant. El tema de la seva tesi diplomàtica va ser: "La importància dels mètodes de cant històric per als cantants actuals". El 1983 es va doctorar a la Universitat Martin Luther de Halle-Wittenberg amb Walther Siegmund-Schultze en el camp de la musicologia sobre "Music Music a Pirna - Des del començament de la ciutat fins a la desintegració de la capella de la ciutat el 1907". Per fer-ho, va exposar els resultats de la seva investigació, que s'havia realitzat des de 1977.
Va continuar transmetent molts anys d'experiència com a cantant a nombrosos estudiants de cant. En les seves publicacions, tracta específicament de la vida musical burgesa a la regió saxona.
Anneliese Zänsler va estar casada amb el director i compositor Klaus Zoephel des de 1971 fins a la seva mort d'aquest el 2017. Va residir a Ingolstadt des del 1995.

## Papers principals i titulars (selecció)
- Marta - Tiefland (Eugen d'Albert)
- Agathe – Der Freischütz (Carl Maria von Weber)
- Electress - Der Vogelhändler (Carl Zeller)
- Reina Maria Tudor - Der Günstling (Rudolf Wagner-Régeny)
- Eurídice - Orfeu i Eurídice (Christoph Willibald Gluck)
- Helena - La Belle Hélène (Jacques Offenbach)
- Aida – Aïda (Giuseppe Verdi)
- Bersi – Andrea Chénier (Umberto Giordano)
- Rosalinde - Die Fledermaus (Johann Strauss)
- Saffi - Der Zigeunerbaron (Johann Strauss (fill))

## Publicacions
- Die Geschichte der Stadtmusik in Pirna (= Schriftenreihe des Stadtmuseums Pirna. Heft 4, ISSN 0323-7516). Stadtmuseum Pirna, Pirna 1985.
- Die Dresdner Stadtmusik, Militärmusikkorps und Zivilkapellen im 19. Jahrhundert (= Musik in Dresden. Bd. 2). Laaber-Verlag, Laaber 1996, ISBN 3-89007-319-0.
- Rosalie und Feodor von Milde. Ein deutsches Sängerpaar in Weimar zur Zeit von Liszt, Wagner und Cornelius. Gayatri, Berlin 2008, ISBN 978-3-9806832-7-2.
- Musik in Pirna. Das 20. Jahrhundert bis zum Ende der DDR. Selbstverlag, Ingolstadt 2009, ISBN 978-3-00-028034-4.